# Кіпр і Рух неприєднання

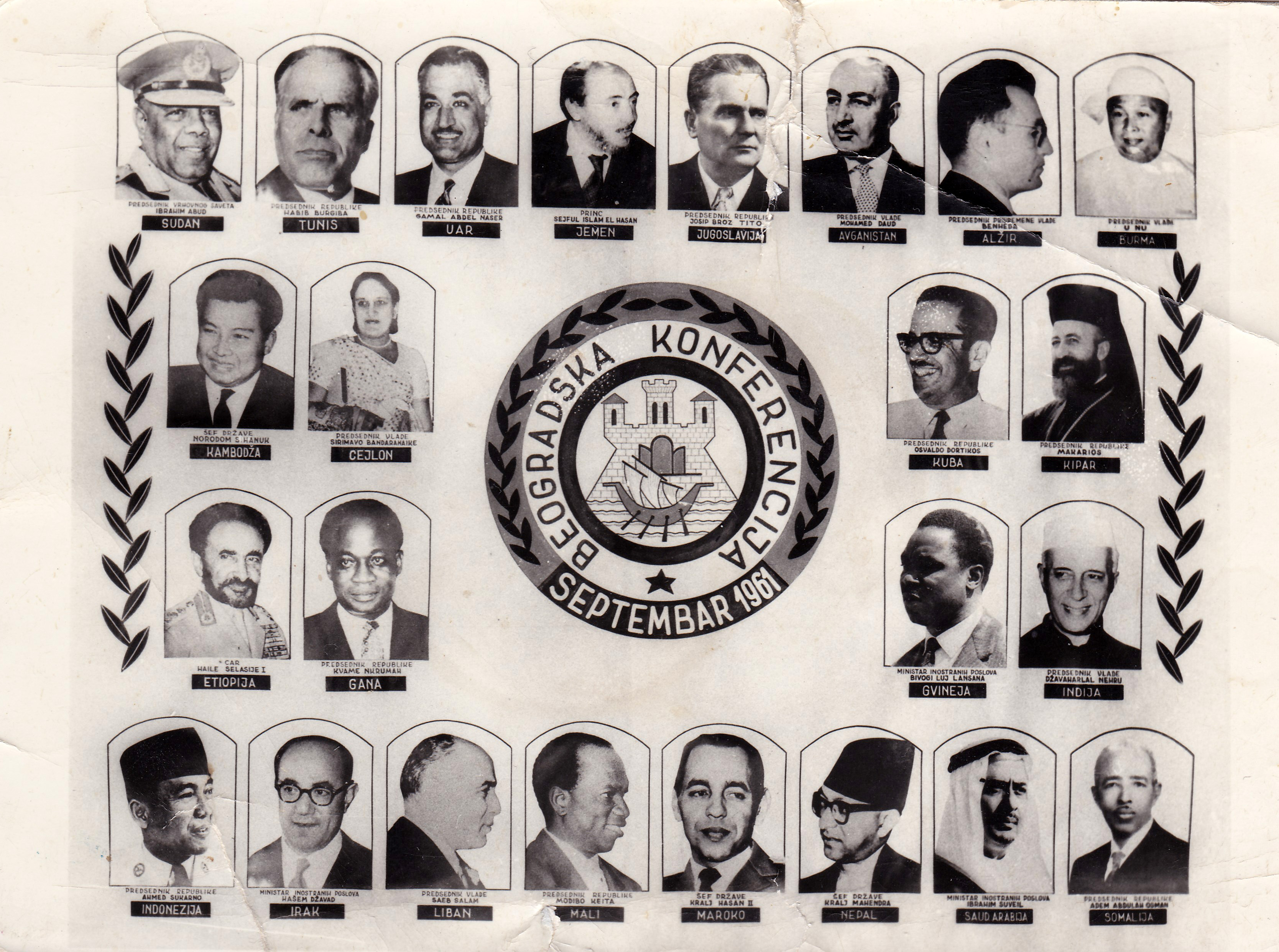
Зображення Макаріоса III серед учасників 1-го саміту Руху неприєднання

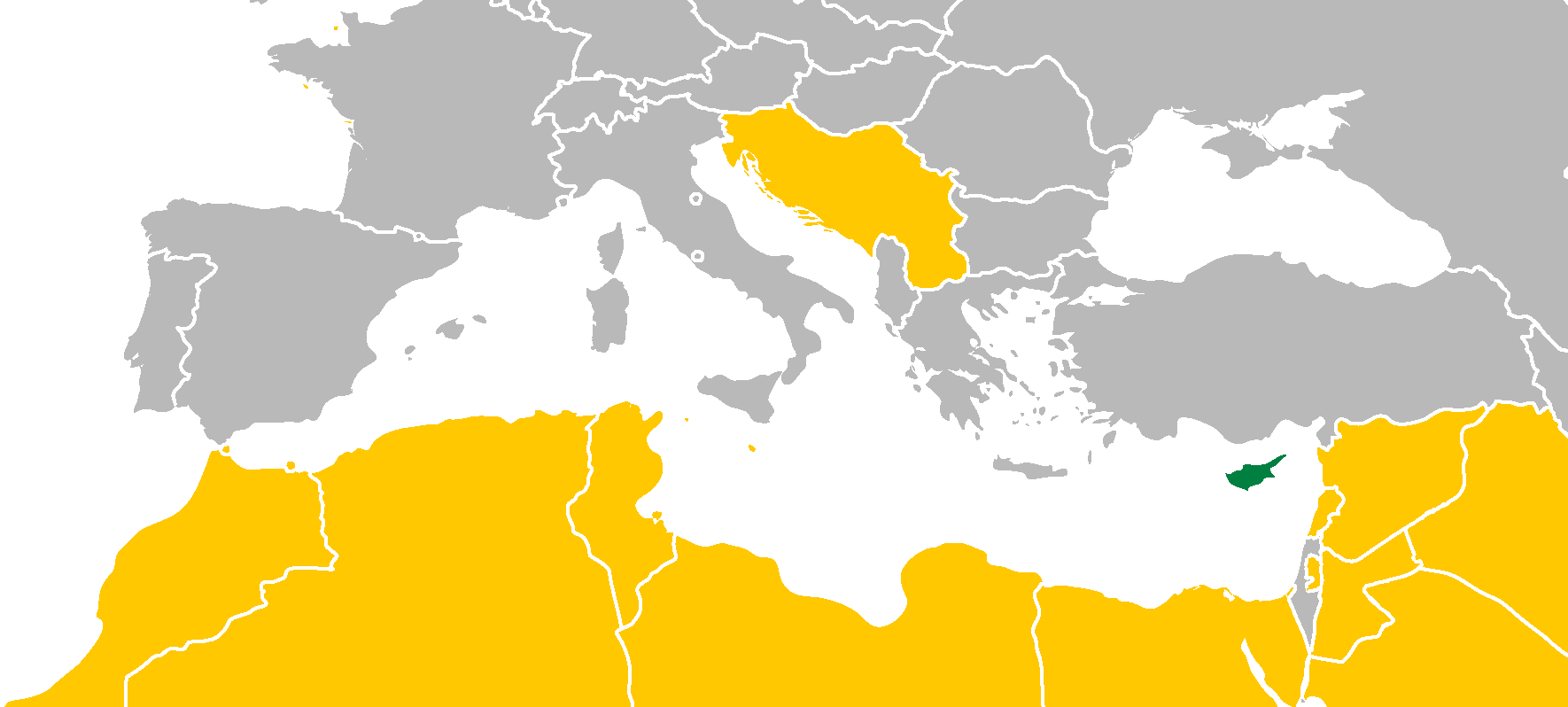
Середземноморські країни-учасниці Руху неприєднання (1983) з Кіпром темно-зеленим.

Середземноморська острівна країна Кіпр була одним із членів-засновників Руху неприєднання, а Макаріос III відвідав 1-й саміт Руху неприєднання в Белграді (Соціалістична Федеративна Республіка Югославія) в 1961 році, лише через рік після здобуття Кіпром незалежності. Членство в русі сприймалося як одна з двох основних зовнішньополітичних альтернатив: перша — це офіційне членство в НАТО, яке принаймні номінально підтримували Греція та Туреччина в початковий період після Лондонської та Цюрихської угод, а друга — прозахідна участь у Русі неприєднання, де Сполучене Королівство та Сполучені Штати віддавали перевагу цьому варіанту принаймні до 1963 року.
У Нікосії вважали, що участь у русі допоможе країні переконати численних переважно мусульманських членів РН не визнавати чи налагоджувати відносини з Північним Кіпром. Членство в русі допомогло острову в розвитку відносин із сусідніми країнами Близького Сходу. У 1964 році Макаріос запевнив прем'єр-міністра Греції Георгіоса Папандреу в історичних і культурних зв'язках Кіпру із заходом, але підкреслив, що країна продовжуватиме проводити зовнішню політику неприєднання. 18 грудня 1965 року країни-учасниці Руху неприєднання підготували проєкт резолюції на Генеральній Асамблеї ООН, яка закликала всі держави «поважати суверенітет, єдність, незалежність і територіальну цілісність Республіки Кіпр». У той час як країни неприєднання проголосували за резолюцію, 54 країни утрималися, а Туреччина, США, Іран, Пакистан і Албанія проголосували проти. Влада кіпрських греків вважала, що Рух неприєднання може надати їм додаткову міжнародну підтримку для конституційних змін і у відповідь на міжобщинне насильство на Кіпрі.
Країна приймала Конференцію міністрів закордонних справ неприєднання у 1988 році та була одним із членів, які вважаються господарем 9-го саміту Руху неприєднання.
Однією з вимог розширення Європейського Союзу в 2004 році був вихід Кіпру з Руху неприєднання, однак уряд Кіпру наполягав на тому, що країна, попри це, підтримуватиме тісні зв’язки з РН.